# 紅外線太空天文台

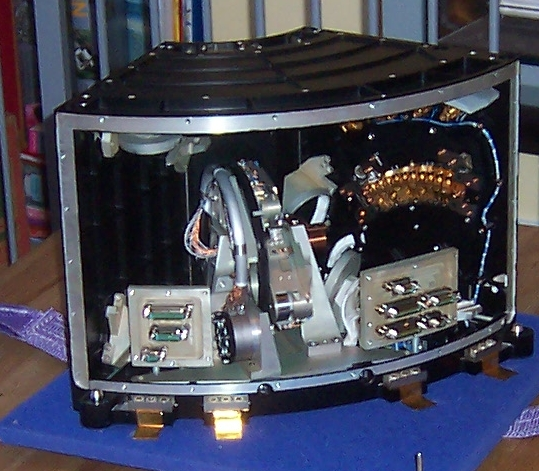
置於紅外線太空天文臺飛行艙內的長波分光儀

紅外線太空天文台（ISO）是歐洲太空總署（ESA）設計在紅外線波段工作的太空望遠鏡，共同合作的單位還有美国国家航空航天局和日本宇宙科学研究所（該研究所在2003年并入日本宇宙航空研究開發機構）。
ISO的觀察波段從2.5～240微米的紅外線。計劃開始於1979年，於1995年11月發射升空，一直工作到所攜帶的氦在1998年5月耗盡為止，比預期多工作了8個月之久。

## 儀器
紅外線相機（ISOCAM）：高解析度相機，觀察2.5～17微米的紅外線波段。
偏光照相機（ISOPHOT）：觀察來自單一天體的紅外線輻射總量。
短波分光儀（SWS）：涵蓋2.4～45微米波段的波長。
長波分光儀（LWS）：涵蓋45～196.8微米波段的波長。

## 外部連結
- ISO at ESA.int （页面存档备份，存于）
- The ISO Data Centre, with an overview about the project and a gallery of pictures